# 리우데자네이루 증권거래소

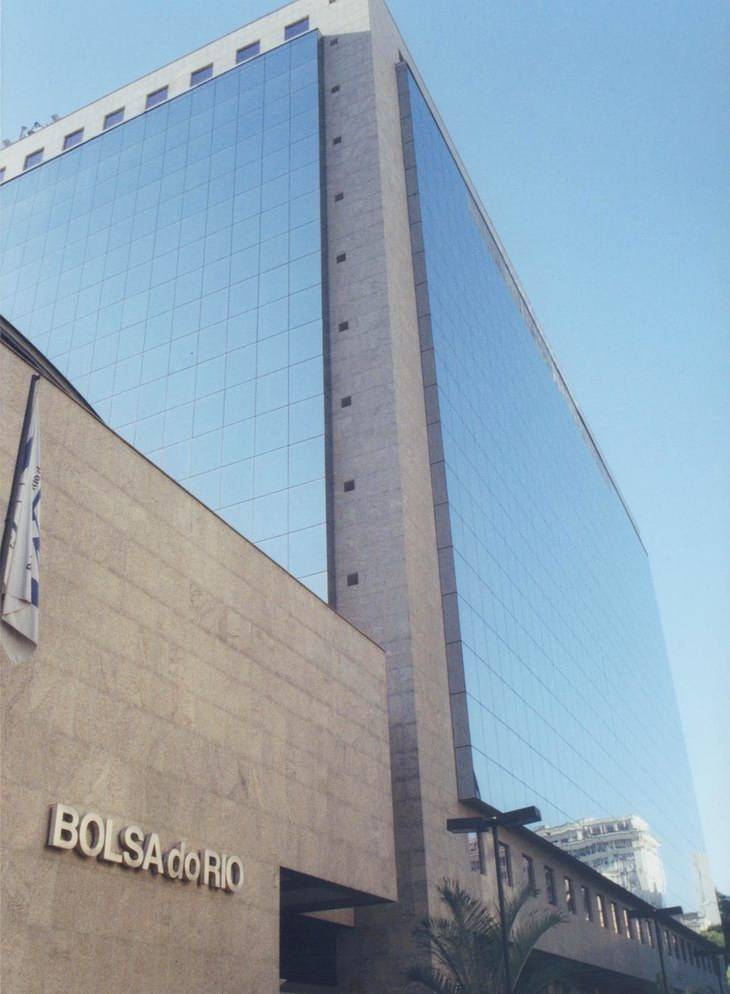
리우데자네이루 증권거래소

리우데자네이루 증권거래소(BVRJ, 포르투갈어: Bolsa de Valores do Rio de Janeiro)는 브라질 리우데자네이루에 소재한 증권거래소이다. 브라질에서는 두번째로 큰 증권거래소로서, 1820년에 개설되었다.

## 같이 보기
- 마링가